# Цинкеніт
Цинкеніт (англ. zinckenite, zinkeniete; нім. Zinckenit m) — мінерал, стибієва сульфосіль свинцю.
Названий за прізвищем німецького мінералога Й. Г. Л. Цінкена (J.G.L.Zincken), G.Rose, 1826.
Синоніми: блиск свинцево-стибієвий.

## Опис
Хімічна формула:
- 1. За Є. К. Лазаренком: Pb6Sb14S27.
- 2. За К.Фреєм: PbSb4S7 Г.Штрюбелем та З. Х. Ціммером: PbSb2S4.
- 3. За «Fleischer's Glossary» (2004): Pb9Sb22S42. Sb частково заміщується на As (вміст As до 5,6 %).

Містить (%): Pb — 32,60; Sb — 44,70; S — 22,70. Домішки: Ag, Cu, Fe, As.
Сингонія ромбічна. Ромбо-дипірамідальний вид. Псевдогексагональний. Форми виділення: голчасті утворення, стовпчасті і радіальноволокнисті променисті аґреґати, іноді недосконалі кристали, довгопризматичні з вертикальною штриховкою на гранях призм. Спайність недосконала. Спостерігаються двійники і трійники. Густина 5,30-5,36. Тв. 3,0-3,5. Колір і риса сталево-сірі. Злом нерівний. Блиск металічний. Іноді помітна гра кольорів. Непрозорий. В аншліфі білий. Анізотропний.

## Поширення
Зустрічається в свинцево-цинкових родовищах разом з антимонітом, сульфідами свинцю, ґаленітом, халькопіритом, джемсонітом, буланжеритом. Рідкісний. Знахідки: Вольфсбурґ (Гарц, ФРН); шт. Арканзас і шт. Колорадо (Сен-Жан), США; Оруро (Болівія).

## Різновиди
Розрізняють: цинкеніт арсенистий (різновид цинкеніту, який містить до 6 % As).